# 相樂樹
相樂樹（日语：／ Sagara Itsuki，1995年3月4日—），日本女演員，埼玉縣出身。所屬經紀公司是伊藤公司。

## 經歷
2009年，國中三年級的暑假，在竹下通被星探發掘。
2010年，演藝活動開始，7月在電視劇《熱海搜查官》作為演員初次亮相。12月發表照片集『はじめてのスキ』。

## 人物
- 有一個小兩歲的弟弟和一個小五歲的妹妹[4]。
- 專長：高爾夫球、料理、運動（網球、籃球、田徑）[1]、吉他。